# Levetzow (Adelsgeschlecht)

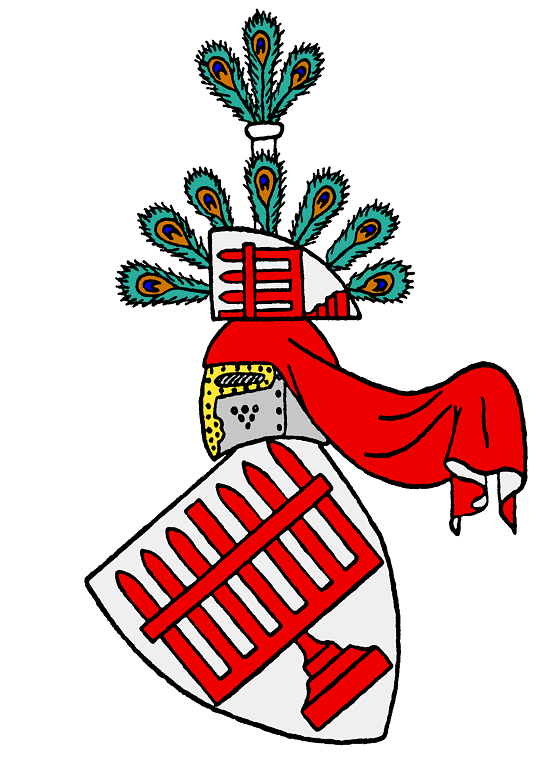
Wappen derer von Levetzow

Levetzow (auch Levezow oder Lewetzaw) ist der Name eines alten, ursprünglich mecklenburgischen Adelsgeschlechts mit gleichnamigem Stammhaus bei Wismar (jetzt Ruine), das später auch nach Holstein und Dänemark gelangte. Zweige der Familie bestehen bis heute.

## Geschichte

### Herkunft
Dass die Familie, wie in älterer Literatur zum Teil angegeben, wendischen Ursprungs war, ist genealogisch nicht nachweisbar. Es wurden auch während des 13. und 14. Jahrhunderts keine slawischen Vornamen an Angehörige vergeben.

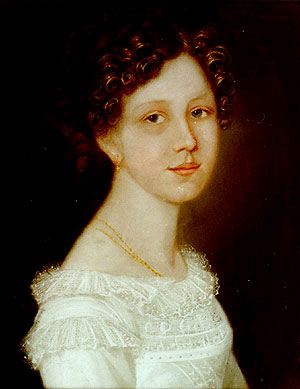
Ulrike von Levetzow (1804–1899)

Albert von Levetzow (1827–1903)

Das Geschlecht erscheint erstmals im Jahr 1219 urkundlich mit dem Ritter Henricus Leuzowe und weiter mit den Brüdern Günther und Heino, wobei Günther im Jahre 1266 urkundlich genannt wird. Der Ritter Johannes de Levezan erscheint 1305 und Henricus Levetzow 1375 jeweils als Zeuge in Urkunden der Stadt Güstrow.
Levetzow, der namensgebende Stammsitz, wird erstmals 1262 genannt und ist heute ein Ortsteil der Gemeinde Lübow bei Wismar im Landkreis Nordwestmecklenburg.

### Linien und Besitzungen

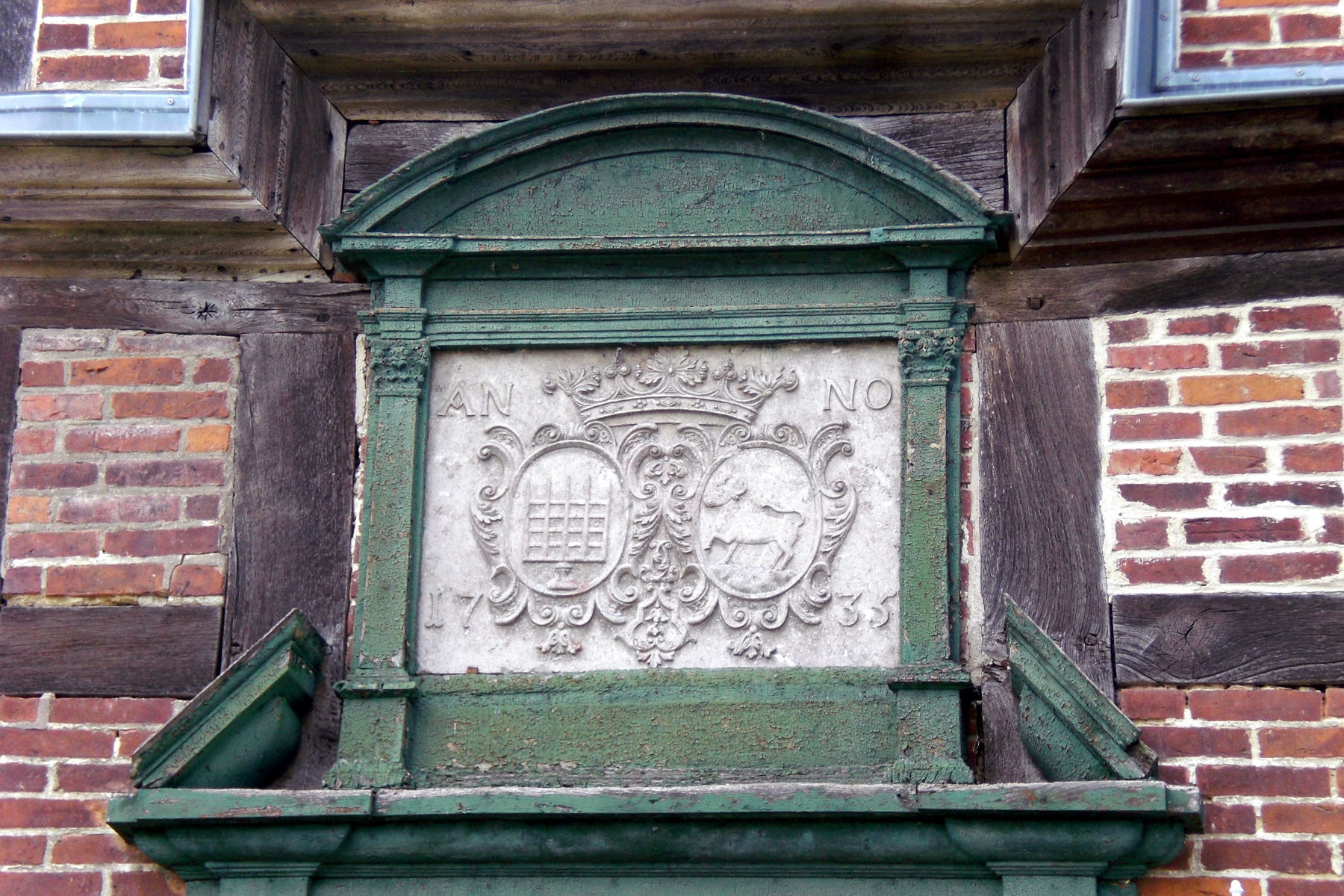
Allianzwappen der Levetzow und Plessen am (alten) Herrenhaus Schwiessel aus dem Jahr 1735

Bereits 1372 erhielt Heinrich von Levetzow aus der schorrentinschen Linie das Erbmarschallsamt der Herrschaft Werle-Güstrow.
1523 unterzeichneten Mitglieder der Familie die Union der Landstände. Es bildeten sich die drei Hauptlinien zu Marckow-Mistorf, Schorrentin (heute Ortsteil von Neukalen) und Lunow (heute Ortsteil von Teterow), die im Laufe der Zeit ansehnlichen Grundbesitz in den Herzogtümern Mecklenburg-Schwerin und Mecklenburg-Strelitz erwerben konnten. Während die Linien zu Schorrentin und Lunow wieder erloschen, konnte sich die Linie zu Marckow-Mistorf weiter ausbreiten und sich ab dem 18. Jahrhundert auch in der Alt- und Neumark ansiedeln.
In beiden Mecklenburg gelangten Angehörige zu hohen Ansehen am Hof und im Staatswesen. Joachim Otto Ulrich von Levetzow war  Hofmarschall am Großherzoglich-Mecklenburg-Schweriner Hof. Theodor Diederich von Levetzow war 1840 Präsident des Kammer- und Forstkollegiums und Präsident der Schuldentilgungskommission, Staatsminister und Vorstand im Finanzministerium.
Im Einschreibebuch des Klosters Dobbertin befinden sich 25 Eintragungen von Töchtern der Familie von Levetzow von 1722 bis 1910 aus Hoppenrade, Koppelow, Lelkendorf, Hohen Mistorf, Groß Markow und Schwissel zur Aufnahme in das adelige Damenstift im Kloster Dobbertin.
Aus dem märkischen Zweig stammte der Rittmeister Alexander von Levetzow, Herr auf Kläden. Er war auch Domherr zu Magdeburg und Halberstadt.
In das Königreich Dänemark gelangte ein Zweig mit Hans Friedrich von Levetzau bereits im 17. Jahrhundert. Er wurde am 26. April 1670 naturalisiert und zum Generalleutnant in der dänischen Armee befördert. In Nordjütland, in der Gegend von Aalborg, konnte er mehrere große Güter käuflich erwerben und setzte seine Linie in Dänemark fort. Seine Nachkommen erhielten hohe Staats- und Hofämter, so unter anderen Anfang des 19. Jahrhunderts Siegfried Victor Rabe von Levetzow, königlich-dänischer geheimer Konferenzrat und Kammerherr und Theodosius von Levetzau, königlich-dänischer Geheimrat. Der ebenfalls aus dieser Linie stammende dänische Geheimrat und Kammerherr Albrecht Philipp von Levetzau wurde Domdechant zu Lübeck. Das Palais Levetzau befand sich bis 1794 in Familienbesitz und ist heute Teil von Schloss Amalienborg, der königlich-dänischen Stadtresidenz in Kopenhagen.
Bedeutende Mitglieder aus jüngerer Zeit waren der preußische Wirkliche Geheime Rat Albert von Levetzow (1827–1903), Mitglied des Staatsrats und des Reichstages. Er war Fraktionsvorsitzender der Deutschkonservativen Partei und von 1881 bis 1884 und von 1888 bis 1895 Reichstagspräsident. Nach ihm wurde in Berlin-Moabit die Levetzowstraße benannt. Theodor von Levetzow (1843–1902), Kapitän zur See, war Reichskommissar für Auswanderungswesen und Joachim von Levetzow (1859–1933), großherzoglich-oldenburgischer Landtagsabgeordneter und stellvertretender Vorsitzender des Bundes der Landwirte.
Gutsanlagen

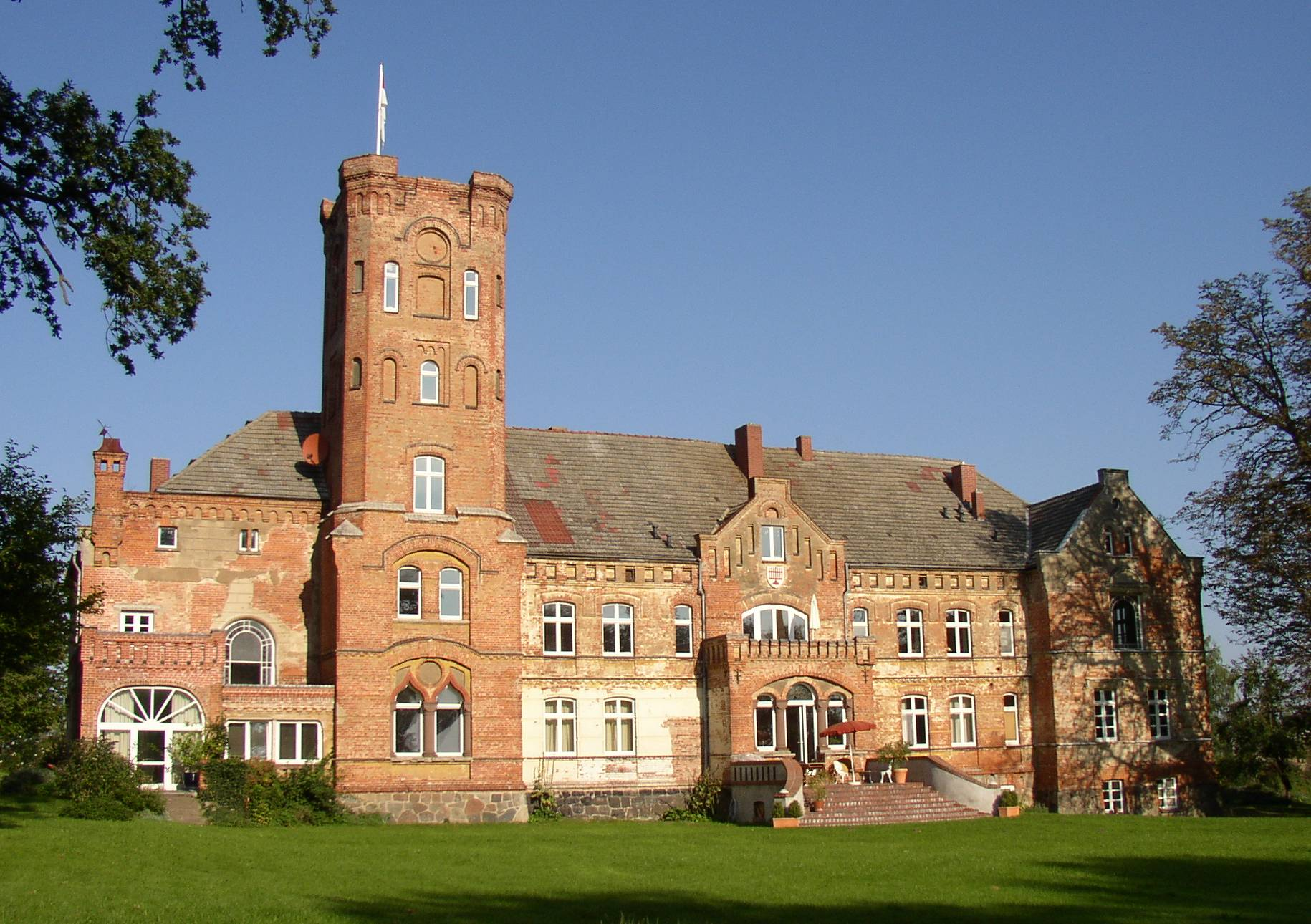
Gutshaus (Schloss) Lelkendorf

- Das Gut Levetzow war vom Mittelalter bis in das 18. Jahrhundert im Familienbesitz.
- Das Gut Lelkendorf war von 1224 bis 1945 im Familienbesitz. Das Gutshaus (Schloss) Lelkendorf von nach 1629, umgebaut 1898, wurde von der Familie 1989 wieder erworben und danach saniert für Ferien- und Eigentumswohnungen.
- Gut Groß Lunow war von 1309 bis 1647 im Familienbesitz.
- Das Gut Klenz war von um 1400 bis 1796 rund 400 Jahre im Familienbesitz.
- Das Gut Ehlerstorf war von 1702 bis 1900 im Familienbesitz.
- Das Herrenhaus Schwiessel war von 1732 bis 1782 im Familienbesitz.
- Das Gut Gossow in der Neumark war von 1791 im Familienbesitz.
- Das Gut Groß Wubiser in der Neumark war Ende des 19. Jhd. zeitweilig im Familienbesitz.

Familienverband
Am 8. Mai 1877 wurde in Hamburg ein Familienverband der Freiherren und Herren von Levetzow gegründet.

### Standeserhebungen
Mehrfach wurden Angehörigen des Geschlechts Standeserhöhungen zuteil:
Karl von Levetzow aus dem Haus Divak, k.u.k. Oberleutnant, erhielt am 6. Mai 1864 zu Schwerin eine Großherzoglich Mecklenburgisch-Schweriner Erlaubnis als k.u.k. Offizier innerhalb Österreichs zur Führung des Freiherrentitels. Eine österreichische Prävalierung des Freiherrentitels als eines ausländischen erfolgte am 12. Januar 1871 zu Ofen und am 26. August 1892 zu Wien als Mitherr zu Divak mit Polehraditz in Mähren.
Heinrich von Levetzow aus dem Haus Kokkedal, königlich dänischer Geheimrat und Kammerherr, Jägermeister und Amtmann zu Fredriksborg und Kronborg, erhielt am 3. April 1776 die dänische Adelsnaturalisation. Ebenso Hans Friedrich von Levetzow auf Oxholm, königlich dänischer Kammerherr, Geheimrat und Generalleutnant, bereits am 26. April 1670. Sein Sohn Christian Friedrich von Levetzau, königlich-dänischer Generalleutnant und geheimer Konferenzrat, wurde am 13. März 1751 durch Diplom in den dänischen Grafenstand erhoben. Er starb am 17. April 1756 ohne Nachkommen.
Aus dem Haus Vippach erhielt Erdmann von Levetzow, königlich preußischer Rittmeister, für seine Person am 30. März 1907 zu Berlin durch Allerhöchste Kabinettsorder den preußischen Freiherrenstand. Das Diplom wurde am 12. August 1907 in Wilhelmshöhe ausgestellt. Am 29. Mai 1912 zu Wien erfolgte für ihn eine unbeschränkte österreichische Anerkennung des Freiherrenstandes, Diplom ausgestellt am 11. Oktober 1912. Eine italienische Anerkennung folgte am 11. Februar 1930. Am 21. Januar 1934 erfolgte eine italienische Namensvereinigung für seinen Sohn Carl Erdmann Freiherr von Levetzow mit seiner Ehefrau Clementine Gräfin Lanthieri von Paratico, die letzte ihrer Familie, als Levetzow-Lantieri.

## Wappen

### Stammwappen
Das Stammwappen zeigt in Silber auf einem roten Fuß ein rotes Drillgatter (auch Kerzenrechen genannt) aus sieben (auch fünf) spitzen Pfählen und zwei Balken. Auf dem Helm die linke Hälfte des Schildes mit dem Spalt aufliegend, oben mit Pfauenfedern fächerartig besteckt, dahinter ein silberner Schaft, der wiederum mit drei Pfauenfedern besteckt ist. Die Helmdecken sind rot-silbern.

### Wappensage
Die Wappensage ist jünger als das Wappen, das schon im 13. Jahrhundert in Mecklenburg als Siegel auftaucht. Nach dieser Sage hat ein Knappe seinen Herrn vor dem Hinterhalt gerettet. Als sie zur Verhandlung über einen Frieden in eine Stadt einzogen, erkannte er die Falle. Das Stadttor sollte hinter ihnen geschlossen werden. Er warnte die Gruppe, hielt das Tor offen und alle wurden gerettet. Zur Erinnerung daran führte er danach das Symbol des Fallgatters im Wappen.

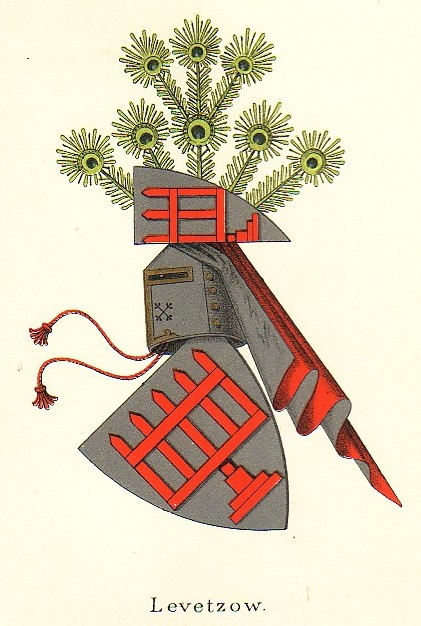
Wappen in Danmarks Adels Aarbog 1890
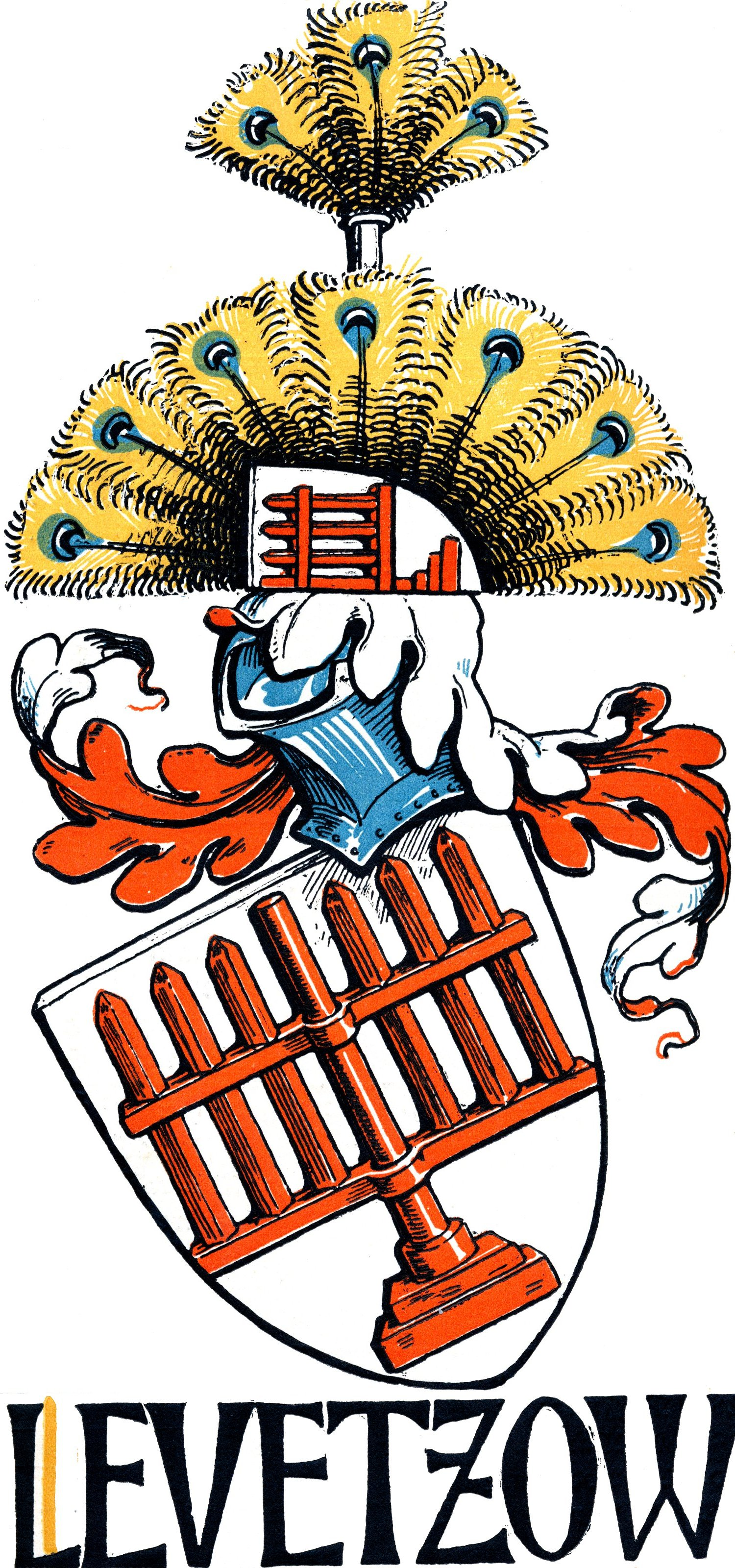
Wappengrafik von Otto Hupp im Münchener Kalender von 1901
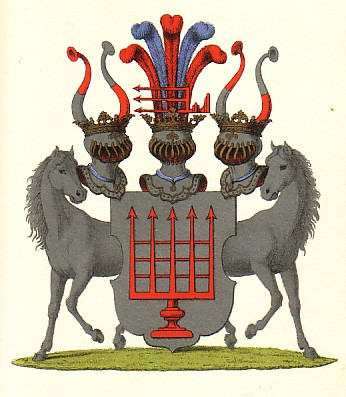
Wappen der Grafen von Levetzow in Danmarks Adels Aarbog 1890

## Bekannte Familienmitglieder (chronologisch)
- Dietrich von Levetzow (1732–1790), dänischer Kammerherr, Amtmann von Reinfeld (Holstein) und Rethwisch (Stormarn), Domherr in Lübeck
- Theodosius von Levetzau (1742–1817), dänischer Stiftsamtmann
- Albrecht Philip von Levetzau (1744–1817), dänischer Amtmann und Landdrost
- Hans Christoph Diederich Victor von Levetzow (1754–1829), dänischer Amtmann, Oberstaller von Eiderstedt, Administrator der Grafschaft Rantzau
- Joachim Otto Ulrich von Levetzow (1777–1843), mecklenburgischer Hofmarschall, Vater von Ulrike von Levetzow
- Joachim Godsche von Levetzau (1782–1859), dänischer Diplomat und Hofbeamter
- Amalie von Levetzow (1788–1868), Mutter von Ulrike von Levetzow
- Alexander von Levetzow (1786–1861), Domkapitular von Magdeburg und Halberstadt, Erbherr auf Groß Markow, Kläden und Dannewitz
- Dietrich Wilhelm von Levetzow (1786–1849), deutsch-dänischer Offizier, Beamter, Autor und Übersetzer
- Theodor Diederich von Levetzow (1801–1869), Staatsminister in Mecklenburg-Schwerin
- Friedrich Ferdinand von Levetzow (1802–1884), auf Ehlerstorf, Landvogt auf Fehmarn, Vertreter in der Holsteinischen Ständeversammlung
- Ulrike von Levetzow (1804–1899), letzte Liebe Goethes
- Albrecht Ludwig Joachim Friedrich von Levetzow (1809–1889), Gutsbesitzer und Präsident der lauenburgischen Landesversammlung
- Ferdinand von Levetzow (1820–1900), Postbeamter, schleswig-holsteinischer Offizier, Autor und Erfinder
- Wilhelm von Levetzau (1820–1888), Verwaltungsjurist in dänischen und preußischen Diensten, Landrat im Kreis Stormarn
- Werner von Levetzau (1822–1899), Verwaltungsjurist in dänischen und preußischen Diensten, Landrat im Kreis Apenrade
- Albert von Levetzow (1827–1903), deutscher Politiker, Präsident des Reichstags
- Cornelia von Levetzow (1836–1921), dänische Schriftstellerin
- Theodor von Levetzow (1843–1902), Marineoffizier, Reichskommissar für das Auswanderungswesen
- Joachim von Levetzow (1859–1933), Politiker, Mitglied des Oldenburgischen Landtages
- Hulda von Levetzow (1863–1947), Schriftstellerin
- Karl Michael von Levetzow (1871–1945), Librettist
- Magnus von Levetzow (1871–1939), deutscher Militär und Polizeipräsident von Berlin
- Dieter von Levetzow (* 1925), deutscher Bildhauer und Medailleur